# Switlana Haljuk
Switlana Walentyniwna Haljuk (ukrainisch Світлана Валентинівна Галюк, engl. Transkription Svitlana Halyuk; * 19. November 1987 in Luhansk) ist eine ehemalige ukrainische Radrennfahrerin.
2007 wurde Haljuk ukrainische Vize-Meisterin im Einzelzeitfahren. Im selben Jahr wurde sie Vize-Europameister im Einzelzeitfahren sowie in der Einerverfolgung auf der Bahn. 2008 belegte sie bei den Bahn-Weltmeisterschaften in Manchester Vize-Weltmeisterin in der Mannschaftsverfolgung, gemeinsam mit Ljubow Schulika und Lessja Kalytowska und wurde erneut Vize-Europameisterin im Einzelzeitfahren. Auch konnte sie sich im selben Jahr bei der Vuelta a Occidente in San Salvador mehrfach bei Etappen vorne platzieren.
2010 belegte Haljuk bei den Bahn-Weltmeisterschaften in Ballerup in der Mannschaftsverfolgung Platz acht, mit Kalytowska und Jelysaweta Botschkarjowa. Im selben Jahr wurde sie zweifache ukrainische Vize-Meisterin im Einzelzeitfahren sowie im Straßenrennen. 2011 wurde sie erneut ukrainische Vize-Meisterin im Einzelzeitfahren. Beim dritten Lauf des Bahnrad-Weltcups 2011/12 in Peking belegte die ukrainische Mannschaft mit Haljuk, Boschkarewa und Schulika Platz eins. Nach ihrer Teilnahme an den Olympischen Spielen 2012 in London, bei denen sie mit dem ukrainischen Team (mit Lessja Kalytowska und Jelysaweta Botschkarjowa) Rang neun in der Mannschaftsverfolgung belegte, beendete sie ihre Radsport-Laufbahn.